# 汶萊LGBT權益
文莱的LGBT人群（即女同性恋者、男同性恋者、双性恋者和跨性别者）需要面对严峻的法律挑战，因为同性恋在文莱是违法行为。男性之间的性行为将会遭致石刑处死；而女性之间的性行为则会面临监禁或鞭刑处罚。国际立即行动组织认为文莱是“东南亚国家中，LGBT人群最担忧其权利的国家”，文莱的LGBT人群认为有必要对其性取向保持谨慎。成立于2015年的“文莱项目（Brunei Project）”旨在通过社交媒体促进文莱国内人权，包括：信仰自由、言论自由和LGBT权利等方面的进步。该组织曾于2016年组织起了一次私人社区活动，庆祝文莱首次举办反恐同活动。

## 同性恋合法地位
在现行法律颁布之前，同性恋在文莱就是非法的。在文莱，同性恋最高可判处10年监禁，且不论是否是双方自愿或发生在私下场合。2014年，文莱宣布实行伊斯兰教法，并计划在2019年4月3日正式颁布。 因此，引起全球政治人物與社會名流抨擊，好萊塢巨星喬治·克隆尼（George Clooney）和歌手艾爾頓·強（Elton John）紛紛呼吁大家抵制文莱苏丹所投资的多尔切斯特精选酒店，这包括比佛利山酒店和贝尔艾尔酒店等汶萊在各國擁有的飯店。
当文莱宣布实施伊斯兰教法的时候，联合国曾敦促该国重新审视该法律，而许多媒体将这些法律斥为“中世纪”、“不文明”和“重返石器时代”等。但是文莱政府却宣布这些法律条款是源自真主的“特别指引”，但他们还是将法律的实施日期推迟到了2019年4月。如果男性之间发生男男性行为，那么他们将被判处石刑。只要他们主动承认，或是有四人声明目击，即可对他们实施处罚。而如果是女性之间发生女女性行为，那么她们将被判处40鞭鞭刑或最高10年的有期徒刑。
国际人权活动家建议文莱的LGBT人群以及基督徒、佛教徒等少数群体在该国保持谨慎，因为“任何玷污伊斯兰教形象”的人都将遭受严惩。
汶萊在 2019 年 4 月 3 日正式實施《伊斯蘭法刑法典》。在歐盟同樣強力反對時，汶萊駐歐盟大使在 4 月 15 日致函歐洲議會（European Parliament）時，整整 4 頁的信函強調並聲稱，此法目的是為了要捍衛傳統、宗教與文化價值，以及家族傳承與穆斯林婚姻的神聖性。希望歐盟各國給予「包容、尊重、理解」（tolerance, respect and understanding）。
2019年5月5日汶萊蘇丹哈桑纳尔·博尔基亚宣布，暫緩實施新刑法，並會對相關法律再進行評估。

## 跨性别者权利
文莱不允许在官方文件上修改自己的姓名或性别。性别重置手术也被禁止。
2015年3月11日，文莱依据《2013年伊斯兰刑法（Syariah Penal Code Order）》判处一名公务员因異性裝扮而罚款1000文莱元。

## 生存状况
文莱的LGBT社区非常隐蔽和秘密，而文莱社会倾向于将同性恋者与“娘娘腔”联系到一起。
2011年，文莱达鲁萨兰大学的学者启动了一项针对文莱同性恋者的调查研究。该研究说明了文莱的同性恋者是如何对自己性取向选择沉默或保持谨慎态度，研究者只在文莱找到了29名同性恋者，而其中一部分还并非文莱公民。

## 人权报告

### 2017年美国国务院报告
2017年，美国国务院发布了一份有关文莱LGBT人群权利状况的报告。
|                                        | 基于性取向及性别认同的暴力、歧视及其他虐待行为 “世俗法将‘反自然的肉体性行为’定为刑事犯罪。在当年7月，文莱修订了该国《刑法典》的第22章，将这种性行为的最低刑期提高至20年到50年监禁。该修正案主要适用于针对儿童的强奸及虐待案件，其中加害者与受害者都为男性；因为现行法律进涵盖了男性对女性的犯罪。《伊斯兰教法》禁止男人之间或非夫妻关系男女之间的肛交；违者将以石刑处死。同时《伊斯兰教法》还禁止男性‘没有合理的理由’或‘处于不道德目的’而穿着女装。但这一年没有已知的定罪案件。 女同性恋、男同性恋、双性恋、跨性别及双性人（LGBTI）社区成员报告了他们在公共或私人就业、住房、娱乐以及获得国家实体教育等服务方面遭受到了非官方和社会歧视。LGBTI成员有个人报告他遭受到警方的恐吓，例如威胁公开其性取向、妨碍他们获得政府相关工作和禁止从政府学术机构毕业等。LGBTI社区成员报告说政府监督他们的活动和沟通。有关LGBTI主题的集会和表达受到限制，LGBTI社区报告说，政府不会颁发这类活动的许可。” |
| ——美国国务院，《文莱2017年度人权报告》 | |

## 汇总报表
| 项目                                             | 目前状况                                           |
| ------------------------------------------------ | -------------------------------------------------- |
| 同性性行为                                       | 男同性恋者将判处死刑；女同性恋者将判处鞭刑或监禁。 |
| 同意年龄平等                                     | 否                                                 |
| 就业中的反歧视立法                               | 否                                                 |
| 提供产品与服务中的反歧视立法                     | 否                                                 |
| 其他领域的反歧视立法（如：间接歧视、仇恨言论等） | 否                                                 |
| 同性婚姻                                         | 否                                                 |
| 认可同性伴侣关系                                 | 否                                                 |
| 同性伴侣间的继子领养                             | 否                                                 |
| 同性伴侣的共同领养                               | 否                                                 |
| LGBT人士的军队服役权                             | 否                                                 |
| 性别变更的合法性                                 | 文莱禁止在官方文件上变更性别也不允许性别重置手术。 |
| 容許打扮成異性化形象（例如異裝）                 | 否                                                 |
| 女同性恋者享有试管受精权益                       | 否                                                 |
| 同性伴侣自动获得对方孩子的亲权                   | 否                                                 |
| 男同性恋伴侣可获得商业代孕                       | 否                                                 |
| 男男性行为经验者的献血权                         | 否                                                 |